# Maksymilian Dudryk

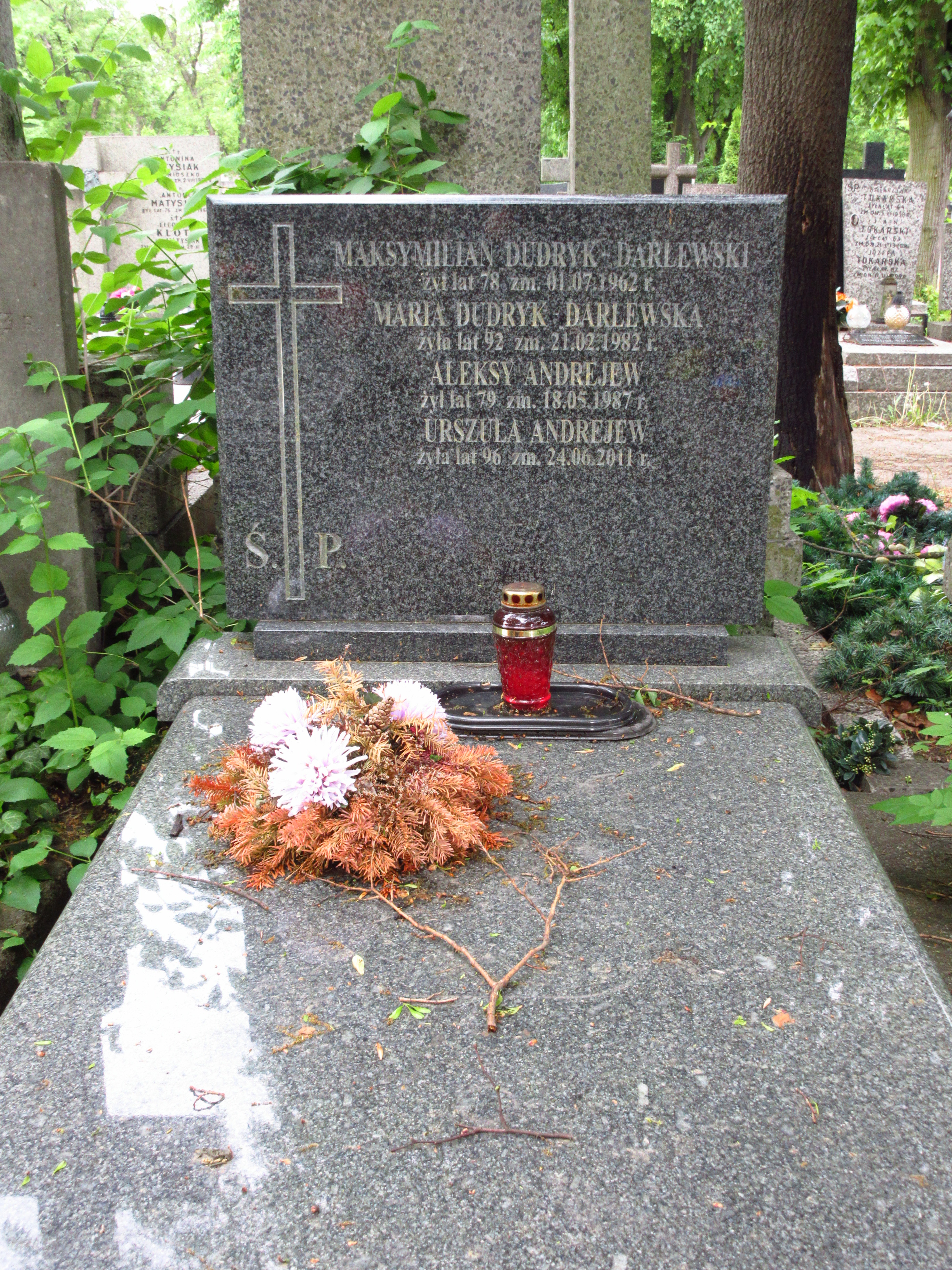
Grób Maksymiliana Dudryka-Darlewskiego na cmentarzu Bródnowskim w Warszawie

Maksymilan Teofil Dudryk, od 1934 r. Dudryk-Darlewski (ur. 1 stycznia 1885 w Rudkach, zm. 1 lipca 1962 w Warszawie) – polski działacz sportowy i turystyczny, taternik, fotograf, z zawodu inżynier dróg i mostów oraz architekt.

## Życiorys
Był absolwentem wydziału inżynierii lądowej i wodnej Politechniki Lwowskiej. Od wczesnych lat XX wieku działał we Lwowie w strukturach tamtejszych organizacji społecznych, turystycznych i sportowych. Był członkiem m.in. Towarzystwa Zabaw Ruchowych (od 1904), Towarzystwa Tatrzańskiego (od 1907), Karpackiego Towarzystwa Narciarzy (współzałożyciel i wiceprezes w latach 1910–1912) oraz Akademickiego Klubu Turystycznego (od 1909 roku). Aktywnie uczestniczył w powstawaniu lwowskich klubów sportowych: „Lechii” oraz „Pogoni”. Należał także do „Sokoła-Macierzy”. Jako inżynier pomagał w budowie schroniska KTN w Sławsku.
Od 1904 roku wspinał się w Tatrach, mając za towarzyszy m.in. Zygmunta Klemensiewicza, Romana Kordysa oraz Jerzego Maślankę. Wraz z nimi należał do 12-osobowego lwowskiego „Kółka taterników”, w ramach którego prowadzono studia nad rozmaitymi zagadnieniami tatrzańskimi. Brał wówczas udział w wejściu wprost przez próg Doliny Jastrzębiej (1906), zimowych próbach wejścia przez Kozią Przełęcz na Kozi Wierch i na Mnicha, narciarskim trawersowaniu Giewontu z Doliny Małej Łąki do Doliny Kondratowej (oba 1907 rok) oraz w pierwszym przejściu północno-zachodniej ściany Małego Lodowego Szczytu (lato 1907 roku). Był autorem pierwszych udanych tatrzańskich zdjęć wspinaczkowych, zrobionych w 1907 roku na Wielkiej Zbójnickiej Turni. Poza Tatrami uprawiał również narciarstwo w Karpatach Wschodnich (wejście na Doboszankę w Gorganach w lutym 1906 i przejście grzbietu Świdowca w 1908 roku) oraz austriackich Alpach.
Jako taternik nie brał udziału w najważniejszych przejściach swoich czasów, należał natomiast do najlepszych fotografów tatrzańskich i wschodniokarpackich pierwszych lat XX wieku. Jego zdjęcia były publikowane w „Taterniku” (1908–1911) i „Wędrowcu” (1911). Większość zdjęć podpisywana była inicjałami „D.K.K.” (Dudryk, Klemensiewicz, Kordys).
W 1914 roku był zatrudniony jako inżynier w lwowskim Namiestnictwie. Powołany do wojska, trafił do Regimentu Inżynieryjnego w stopniu chorążego. Najprawdopodobniej jako członek załogi twierdzy przemyskiej trafił w 1915 roku do niewoli rosyjskiej. W Rosji przebywał w Orenburgu, gdzie pracował przy budowie elektrowni. Tam też poznał swoją żonę, Marię Andrejew. Do Polski powrócił dopiero w 1924 roku, zamieszkując w Warszawie. Pracował jako ekspert budowlany Banku Gospodarstwa Krajowego oraz Banku Inwestycyjnego. Ponownie zaangażował się w działalność organizacji sportowych: Warszawskiego Klubu Narciarskiego (jeden z założycieli), Polskiego Związku Narciarskiego (wieloletni członek zarządu) oraz WKS „Legia” Warszawa. W 1925 roku wydał Przewodnik narciarski po terenach Karpat Wschodnich. W latach 1928–1929 kierował budową gmachu Centralnego Instytutu Wychowania Fizycznego w Warszawie. Wraz z Aleksandrem Kodelskim był projektantem otwartego w 1930 roku stadionu Legii Warszawa.
19 marca 1931 „za zasługi na polu rozwoju sportu” został odznaczony przez Prezydenta RP Ignacego Mościckiego Złotym Krzyżem Zasługi.
Został pochowany na warszawskim cmentarzu Bródnowskim (kwatera 16L-2-4).